# Guvernør (Rom)
En romersk guvernør var en embedsmand, som enten var valgt eller udpeget til at være den øverste administrator af romersk lov i en eller flere af de mange romerske provinser, der udgjorde det Romerriget.
Det generiske udtryk i det romerske juridiske sprog var Rector provinciae, uagtet de specifikke titler, hvilket også afspejler provinsens iboende og strategiske status samt tilsvarende forskelle i myndighed.
På tidspunktet for det tidlige kejserige eksisterede to typer provinser – senatoriske og imperiale – og flere typer guvernører ville dukke op. Kun prokonsuler og propraetorer faldt ind under klassificeringen som promagistrat.

## Guvernørens pligter
Guvernøren var provinsens øverste dommer. Han havde eneret til at idømme dødsstraf, hvorfor dødsstraffesager normalt blev prøvet for ham. At appellere en guvernørs beslutning krævede, at man rejste til Rom og fremlægge sin sag for enten praetor urbanus eller kejseren selv – en dyr og derfor sjælden proces. En appel havde lille chance for succes, da en guvernør generelt ikke ville risikere at dømme nogen imod kejserens ønsker. Guvernøren skulle ligeledes rejse på tværs af sin provins for at administrere retfærdighed i de større byer, hvor hans opmærksomhed ofte var påkrævet.
Vigtigst af alt, kommanderede guvernøren de militære styrker i provinsen. I de mere betydningsfulde provinser kunne dette bestå af legioner, mens det i andre provinser kun bestod af hjælpesoldatere (auxilia). Som en del af sine faste beføjelser havde guvernøren autoritet til at bruge sine legioner til at udrydde organiserede kriminelle bander eller oprørere i området, uden en godkendelse fra kejserens eller Senatet.
Enhver guvernør havde adskillige rådgivere og medarbejdere til sin rådighed, som også var kendt som hans comites (latin for "ledsagere"); antallet af disse afhang af guvernørens sociale stilling og rang. Disse comites ville fungere som guvernørens eksekutivråd, hvor hver enkel havde tilsyn med forskellige dele og aspekter af provinsen og bistår guvernøren i beslutningstagningen. I provinser med en betydelig legionær tilstedeværelse var guvernørens næstkommanderende normalt en kvæstor – en mand valgt i Rom og sendt til provinsen for at tjene en primært finansiel rolle, men som kunne kommandere militæret med guvernørens godkendelse. I andre provinser udnævnte guvernører selv ikke-magistratiske præfekter eller prokuratorer til at regere en lille del af provinsen og fungere som deres næstkommanderende.

## Eksterne links
- Livius.org: Romerske guvernører Arkiveret 4. maj 2015 hos  Wayback Machine